# Xanthodelphax stramineus
Xanthodelphax stramineus är en insektsart som först beskrevs av Carl Stål 1858.  Xanthodelphax stramineus ingår i släktet Xanthodelphax, och familjen sporrstritar. Arten är reproducerande i Sverige.